# Irish Tour
Irish Tour fue una gira realizada por la banda de Rock irlandesa U2 antes del lanzamiento de su EP Three. Se trata de la primera gira de la banda tal como se oficializa en su propia página web. Toda la gira se desarrolló en Irlanda.

## Fechas del Tour[2]
| Fecha                    | País    | Ciudad   | Lugar                             |
| octubre de 1976          | Irlanda | Dublín   | Mount Temple Comprehensive School |
| 11 de abril de 1977      | Irlanda | Dublín   | Saint Fintan´s School             |
| 7 de octubre de 1977     | Irlanda | Dublín   | Marine Hotel                      |
| 15 de octubre de 1977    | Irlanda | Sutton   | Suttonians RFC                    |
| diciembre de 1977        | Irlanda | Raheny   | Nucleus                           |
| 17 de diciembre de 1977  | Irlanda | Howth    | Howth Presbyterian Church         |
| enero de 1978            | Irlanda | Dublín   | McGonagle´s                       |
| 10 de febrero de 1978    | Irlanda | Dublín   | Mount Temple Comprehensive School |
| 1 de marzo de 1978       | Irlanda | Howth    | Howth Community Centre            |
| 17 de marzo de 1978      | Irlanda | Dublín   | Ireland Projects Arts Centre      |
| 18 de marzo de 1978      | Irlanda | Limerick | Harp Lager Contest                |
| 20 de marzo de 1978      | Irlanda | Dublín   | Church Hall                       |
| 11 de abril de 1978      | Irlanda | Dublín   | McGonagle´s                       |
| 25 de mayo de 1978       | Irlanda | Dublín   | Project Arts Centre               |
| 31 de julio de 1978      | Irlanda | Dublín   | McGonagles                        |
| 9 de septiembre de 1978  | Irlanda | Dublín   | Top Hat Ballroom                  |
| 18 de septiembre de 1978 | Irlanda | Dublín   | Project Arts Centre               |
| 30 de septiembre de 1978 | Irlanda | Cork     | Arcadia Ballroom                  |
| noviembre de 1978        | Irlanda | Crofton  | Airport Hotel                     |
| 20 de diciembre de 1978  | Irlanda | Dublín   | The Stardust                      |
| 3 de enero de 1979       | Irlanda | Dublín   | McGonagle´s                       |
| 27 de enero de 1979      | Irlanda | Dublín   | McGonagle´s                       |
| 27 de enero de 1979      | Irlanda | Dublín   | Trinity College                   |
| 17 de febrero de 1979    | Irlanda | Dublín   | Project Arts Centre               |
| 5 de mayo de 1979        | Irlanda | Dublín   | Liberty Hall                      |
| 12 de mayo de 1979       | Irlanda | Dublín   | Dandelion Market                  |
| 24 de mayo de 1979       | Irlanda | Dublín   | Trinity College                   |
| 7 de junio de 1979       | Irlanda | Dublín   | McGonagle´s                       |
| 14 de junio de 1979      | Irlanda | Dublín   | McGonagle´s                       |
| 21 de junio de 1979      | Irlanda | Dublín   | McGonagle´s                       |
| 28 de junio de 1979      | Irlanda | Dublín   | McGonagle´s                       |
| 1 de julio de 1979       | Irlanda | Dublín   | Youth Club                        |
| 28 de julio de 1979      | Irlanda | Dublín   | Dandelion Market                  |
| 1 de agosto de 1979      | Irlanda | Dublín   | Project Arts Centre               |
| 10 de agosto de 1979     | Irlanda | Howth    | Howth Community Centre            |
| 11 de agosto de 1979     | Irlanda | Dublín   | Dandelion Market                  |
| 21 de agosto de 1979     | Irlanda | Dublín   | The Baggot Inn                    |
| 28 de agosto de 1979     | Irlanda | Dublín   | Magnet Bar                        |
| 7 de septiembre de 1979  | Irlanda | Dublín   | Project Arts Centre               |
| 8 de septiembre de 1979  | Irlanda | Dublín   | Project Arts Centre               |
| 9 de septiembre de 1979  | Irlanda | Dublín   | Dandelion Market                  |
| 15 de septiembre de 1979 | Irlanda | Dublín   | Dandelion Market                  |
| 22 de septiembre de 1979 | Irlanda | Dublín   | Dandelion Market                  |
| 2 de octubre de 1979     | Irlanda | Dublín   | The Baggot Inn                    |
| 5 de octubre de 1979     | Irlanda | Cork     | Opera House                       |
| 14 de noviembre de 1979  | Irlanda | Galway   | Claddagh Hall                     |
| 17 de noviembre de 1979  | Irlanda | Dublín   | Dandelion Market                  |